# Christian Berner AB
Christian Berner AB är det svenska bolaget i den nordiska koncernen Christian Berner. Christian Berner AB grundades 1897 i Göteborg av den då 20-årige Christian Berner. Verksamhetsområden är bland annat filtrering, vibrationsteknik och teknisk plast.
Koncernbolaget Christian Berner Tech Trade AB börsnoterades 29 september 2014 på First North. Christian Berner Tech Trade AB (CBTT) är numera listat på Nasdaq OMX Small Cap Stockholm.
Moderbolaget namnändrades från Christian Berner Tech Trade AB till Berner Industrier AB vid bolagsstämman i april 2024.